# Eusandalum amphicerovorum
Eusandalum amphicerovorum är en stekelart som först beskrevs av William Harris Ashmead 1888.  Eusandalum amphicerovorum ingår i släktet Eusandalum och familjen hoppglanssteklar. Inga underarter finns listade i Catalogue of Life.